# Vasco de la Zarza
Vasco de la Zarza est un sculpteur espagnol de la Renaissance, né vers 1470, et mort à Ávila en 1524. Il a été actif entre 1499 et 1524, essentiellement dans la cathédrale d'Ávila et dans les couvents de cette ville, mais il a aussi travaillé à Ampudia (province de Palencia, à Cuéllar (province de Ségovie), Olmedo (province de Valladolid) et Tolède.
Il a introduit l'art de la première Renaissance en Castille.

## Biographie

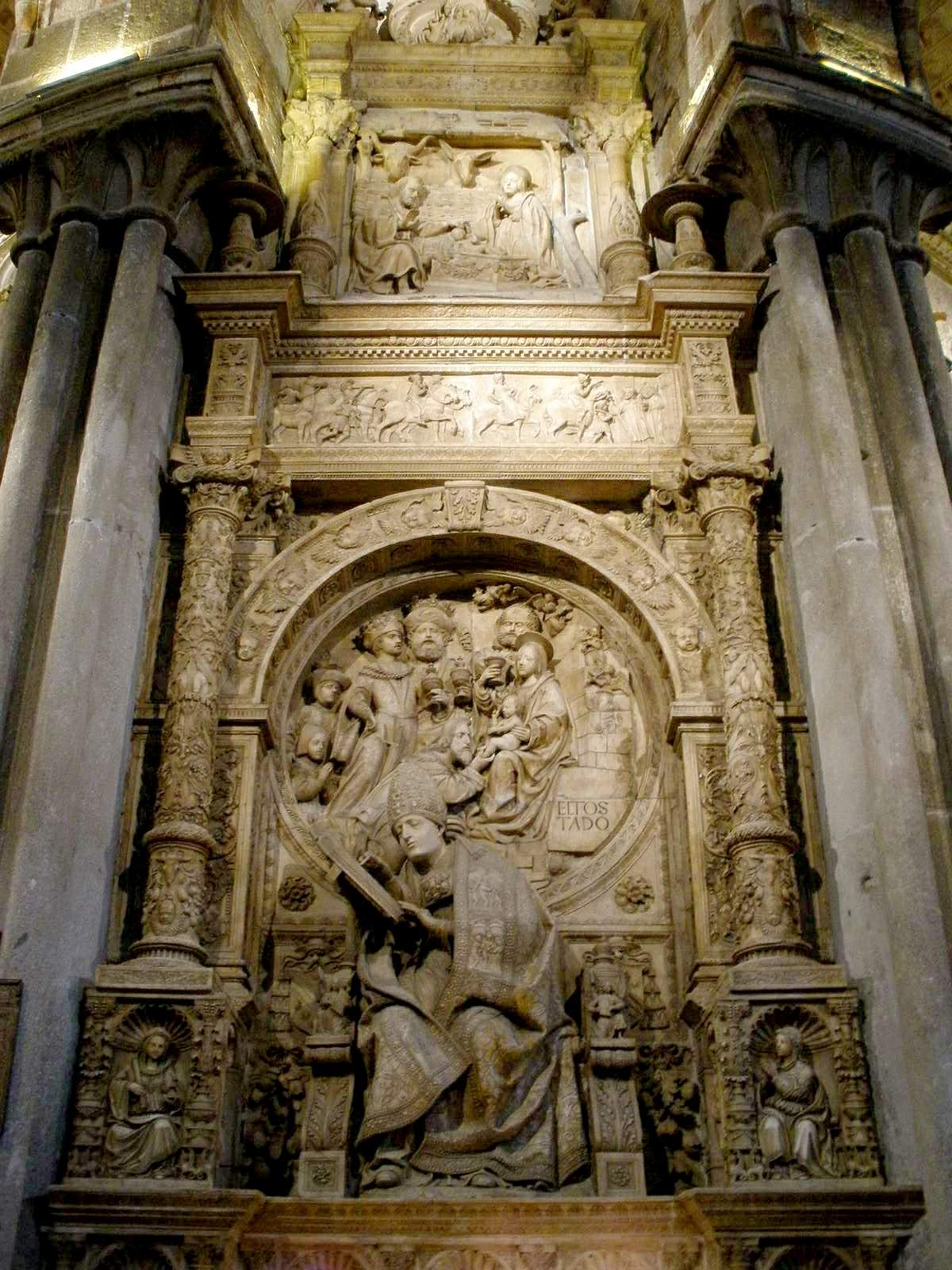
Le tombeau de Alonso Fernández de Madrigal, dit El Tostado vu du déambulatoire
Cathédrale d'Ávila

Il semble qu'il soit né à Tolède. Cependant son nom fait supposer qu'il était originaire portugaise.
Son style montre une influence de la Renaissance italienne, plus particulièrement du sculpteur Benedetto da Majano, qui fait supposer qu'il avait fait un voyage dans l'Italie du Nord dans sa jeunesse.
Il est mentionné pour la première fois en 1499 quand il travaille sur le tabernacle (sagrario) du retable du maître-autel de style gothique de la cathédrale d'Ávila pour lequel il est payé à l'été 1508 10 000 maravedis pour terminer l'ensemble.
Il a sculpté le tombeau d'Alonso Fernández de Madrigal, dit El Tostado dans la cathédrale d'Ávila, entre 1520 et 1524, œuvre de la première Renaissance en Castille, réalisé en albâtre montrant l'influence de Domenico Fancelli, sculpteur italien travaillant en Espagne.
En août 1522, le chapitre chargé de la construction de la nouvelle cathédrale de Salamanque ayant reçu deux opinions contraires des maîtres maçons (maestro de canteria) Enrique Egas et de Juan de Rasines sur les piles principales de la cathédrale lui demande son avis Les trois maîtres vont se réunir jusqu'en février 1523 pour donner leur avis sur le mode de construction de la nouvelle cathédrale.